# 3-硝基氯苯
3-硝基氯苯是一种有机化合物，化学式为C6H4ClNO2。

## 合成
氯苯的直接硝化反应主要得到2-位（邻位）和4-位（对位）取代的产物，通常以其它方法制备3-硝基氯苯。文献报道了不同的制备方法，例如，它可由3-硝基苯硼酸和N-氯代丁二酰亚胺在乙腈中加热反应制得；3-氯苯胺和3-氯过氧苯甲酸的氧化反应，可以得到3-硝基氯苯；或者3-氯苯甲酸和氟硼酸硝酰反应，也能得到产物。

## 反应
3-硝基氯苯的反应可以发生在硝基或氯上。例如，它可被还原为3-氯苯胺，和芳基硼酸发生偶联反应等。